# Rytja (vattendrag i Belarus)
Rytja (ryska: Рыча) är ett vattendrag i Belarus.   Det ligger i voblasten Hrodna voblast, i den västra delen av landet, 210 km väster om huvudstaden Minsk.
I omgivningarna runt Rytja växer i huvudsak blandskog. Runt Rytja är det ganska glesbefolkat, med 30 invånare per kvadratkilometer.